# Морис (Торино)
Морис је насеље у Италији у округу Торино, региону Пијемонт.
Према процени из 2011. у насељу је живело 30 становника. Насеље се налази на надморској висини од 845 м.